# موكة شعاعية
موكة شعاعية (الاسم العلمي: Moca radiata) هي نوع من الحشرات تتبع جنس الموكة من فصيلة الإيميات.